# Arsenal de Cartagena
El Arsenal Militar de Cartagena es un astillero y base naval de gran importancia en el Levante español, construido con la intención de desarrollar la política naval de Felipe V y su secretario, el marqués de la Ensenada.

## Historia
Durante el reinado de Felipe V se ordenó la organización naval de España. Dicha organización determinó dividir el litoral en tres departamentos marítimos con sus respectivos arsenales.
Cartagena fue designada cabecera del Departamento Marítimo del Mediterráneo, y con este motivo se le confía al ingeniero militar Sebastián Feringán la construcción de un arsenal en dicha ciudad.
Los planos terminados el 2 de mayo de 1731 se presentan a la aprobación real. El 13 de junio, el rey Felipe V estampa su firma al pie del proyecto, dando permiso para la construcción del mismo. Las obras darán comienzo oficialmente el 20 de febrero del año siguiente, 1732.
Para su construcción se empleó gran cantidad de presidiarios y esclavos que más tarde contribuirían a la construcción de los buques y fortificaciones de la ciudad.

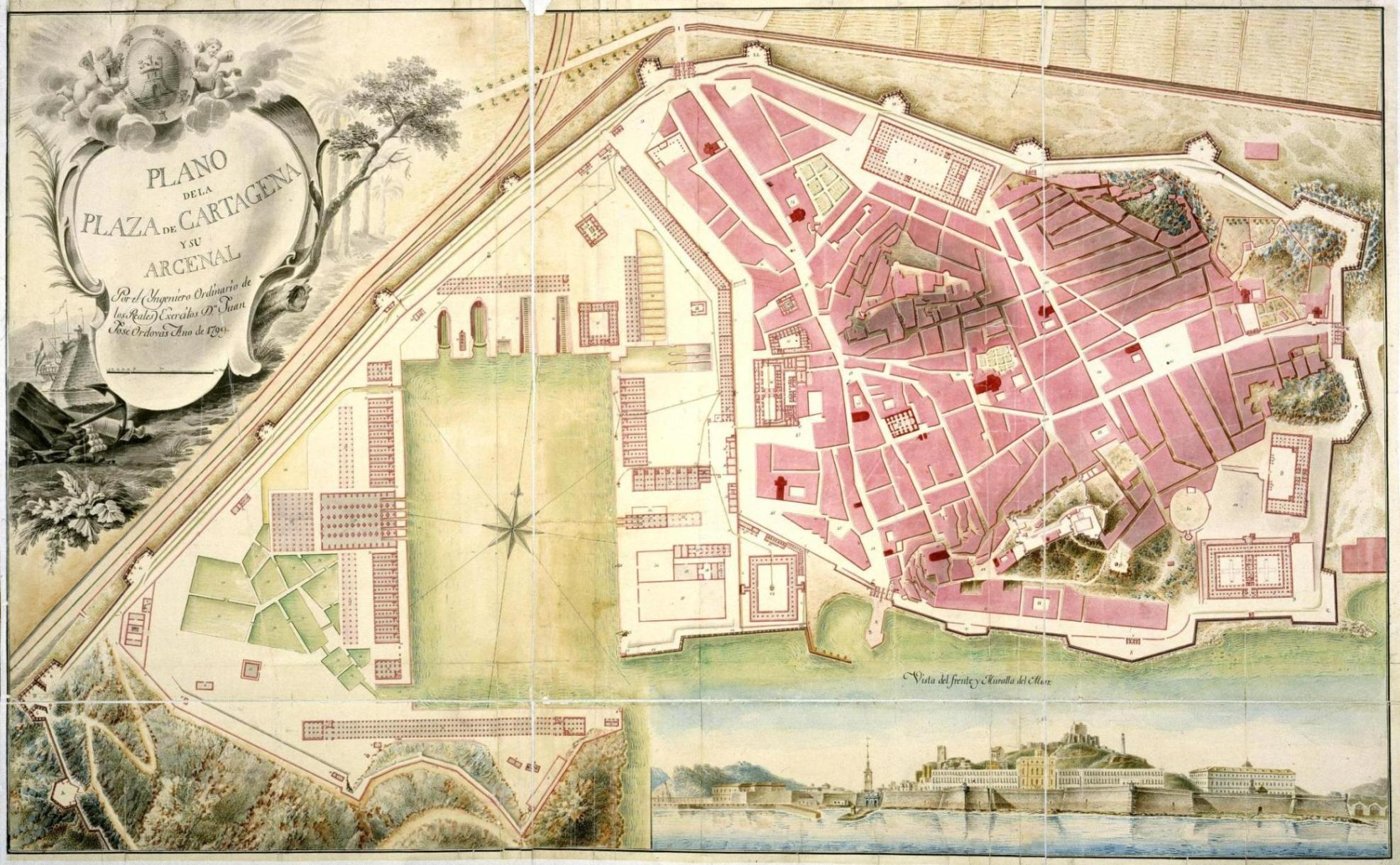
El Arsenal en 1799, cartografiado por Juan José Ordovás.

A la muerte de Sebastián Feringán en 1762, se encargan las obras al ingeniero militar Mateo Vodopich quien las concluyó el 31 de enero de 1782, después de infinidad de vicisitudes debidas a la magnitud de la obra, y ya bajo el reinado de Carlos III. El coste final fue de 112 millones de reales, excluidos los astilleros.
El Arsenal de Cartagena se convierte en el complejo industrial más importante de todo el litoral mediterráneo en el siglo XVIII construyéndose en él 21 navíos, 17 fragatas y más de medio centenar de bergantines, jabeques, urcas, galeras, etc., además de un largo número de buques menores. En el arsenal, miles de personas trabajaban diariamente en la construcción y el mantenimiento de las unidades de la Armada Española.
La Base Naval se amplió durante el reinado de Isabel II en 1849. En 1889, la electricidad se introdujo en el Arsenal. En 1918, los fosos de los diques secos construidos por Feringán, comenzaron a servir como muelles de submarinos, función que aún realizan tras su reciente remodelación. Desde esas fechas, esta base alberga el Arma Submarina Española.
Durante la guerra civil española fue la base principal de la Marina de Guerra de la República Española.
Hoy en día encierra entre sus muros la historia marcada por la evolución en la ingeniería naval española.

## Protección
Desde la década de 1990, y como consecuencia de la declaración como Bien de Interés Cultural (BIC) del análogo Arsenal de Ferrol, se han producido intentos por parte de administraciones y asociaciones de defensa del patrimonio histórico de dotar de la misma protección jurídica al conjunto cartagenero, infructuosamente. En base al Plan General de Ordenación Urbana, se ha concedido diferente salvaguarda a los elementos que lo componen: así, el Cuartel de Instrucción de Marinería y demás acuartelamientos, las atarazanas, los almacenes, talleres y edificios anexos cuentan con un grado de protección 3, que permite cualquier modificación siempre que no altere su estructura o dimensiones; en cuanto a la puerta del Arsenal y el almacén general, son preservados bajo el grado 2, que consagra sus configuraciones originales limitando las intervenciones a las destinadas a cambios de uso; y por último, el lienzo oeste de la muralla, al formar parte de las murallas de Carlos III declaradas BIC en 1993, debe mantenerse íntegro al situarse dentro del grado 1, el nivel máximo de protección.